# Sicelle
Sicelle è una località del comune italiano di Castellina in Chianti, nella provincia di Siena, in Toscana.
La località di Sicelle è situata al limite settentrionale del territorio comunale, e si trova sul confine con il comune di Barberino Tavarnelle  della città metropolitana di Firenze.

## Storia
Il borgo di Sicelle, talvolta appellato Sicille, risale all'età alto-medievale e risulta citato in un documento del 4 marzo 1077 dove è compreso nel territorio sotto il dominio di Firenze.
Sicelle costituiva un comunello, nel quale era compreso anche il popolo di Montecorboli – poi nel comune di Barberino Val d'Elsa – unitovi con decreto del 15 gennaio 1781. Sicelle contava 156 abitanti nel 1833.

## Monumenti e luoghi d'interesse

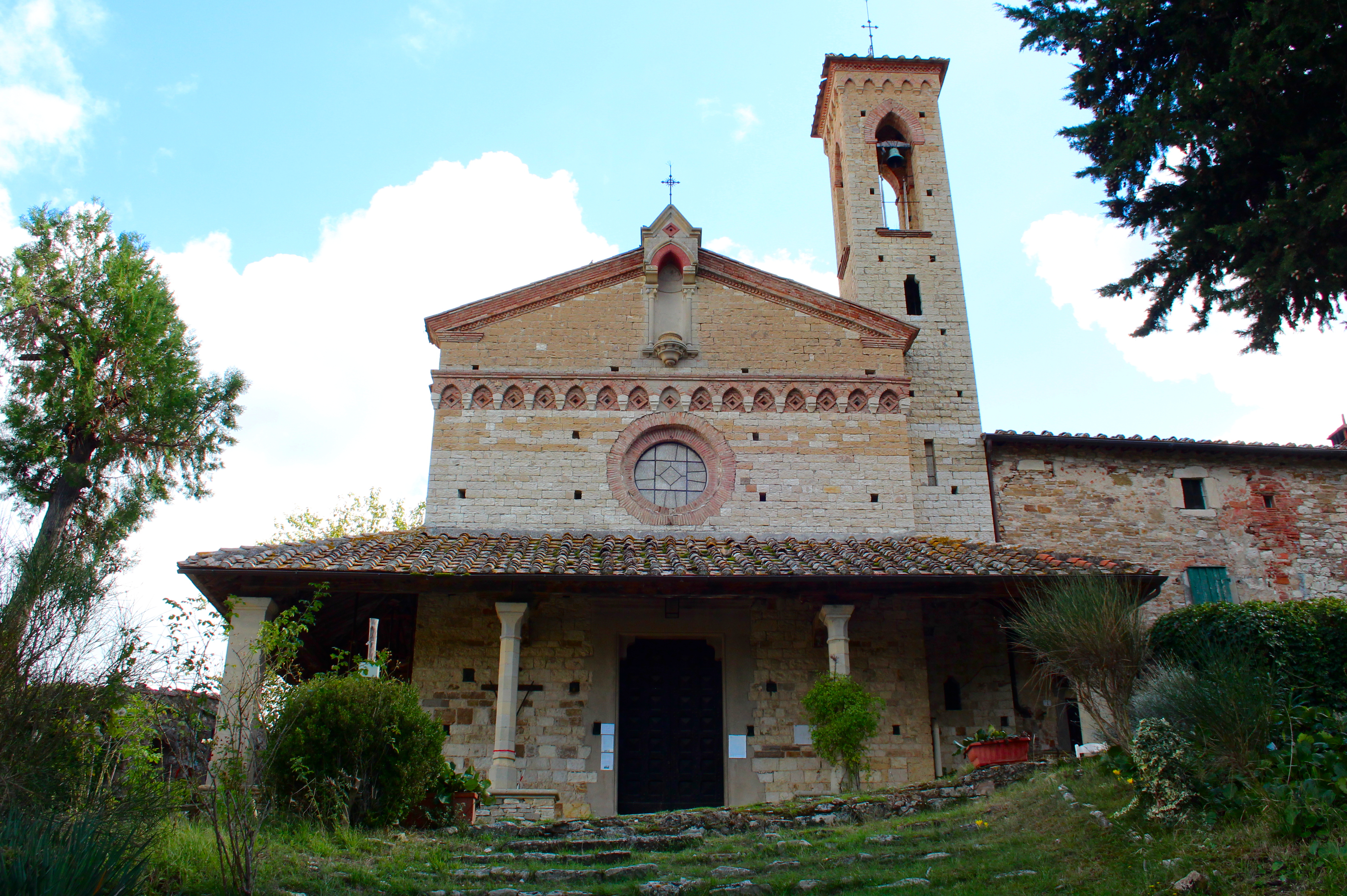
La chiesa di San Miniato a Sicelle

Al centro del borgo si trova la chiesa di San Miniato, antica chiesa medievale citata nell'XI secolo ed ex sede parrocchiale. Negli anni venti del XX secolo l'edificio ha subito sostanziali interventi di ristrutturazione che gli hanno conferito un aspetto neogotico.